# Дельпупо, Исайяс
Исайяс Омар Дельпупо (исп. Isaías Omar Delpupo; род. 31 марта 2003, Пергамино, Буэнос-Айрес) — аргентинский футболист, атакующий полузащитник клуба «Сент-Трюйден».
Дельпупо родился в Аргентине в семье выходцев из Италии.

## Клубная карьера
Дельпупо — воспитанник клуба «Кальяри». 3 февраля 2023 года в матче против «Модены» он дебютировал в итальянской Серии B. В том же году Дельпупо на правах аренды перешёл в «Понтедера». 1 сентября в матче против «Сестри Леванте» он дебютировал в итальянской Серии C. В этом же поединке Исайяс забил свой первый гол за «Понтедеру».
Летом 2024 года Дельпупо перешёл в бельгийский «Сент-Трюйден». 25 августа в матче против «Юниона» он дебютировал в Жюпиле лиге.